# Brachiolejeunea phyllorhiza
Brachiolejeunea phyllorhiza là một loài Rêu trong họ Lejeuneaceae. Loài này được (Nees) Kruijt & Gradst. mô tả khoa học đầu tiên năm 1986.